# Von den neun Brüdern
Von den neun Brüdern ist ein Volksmärchen (AT 451 A), das im litauischen und finnischen Sprachraum bekannt ist.

## Handlung
Das Mädchen Onutte beschließt seine neun, ihm unbekannten Brüder zu besuchen, also begibt es sich mit Rösslein und Wägelchen auf den Weg. Unterwegs trifft es erst ein Häschen, das sie mitfahren lässt, und dann einige Laumes, die sich im Meer baden und Onutte dazu einladen, ihnen Gesellschaft zu leisten. Das Häschen aber warnt Onutte davor, also fahren sie weiter, jedoch gelingt es einer Laume noch, dem Häschen die beiden Hinterfüßchen auszureißen. Einige Zeit danach begegnen sie erneut einer lockenden Laume, die das Häschen zerreißt. Beim dritten Mal folgt Onutte der Einladung, wodurch sie ihre schönen Kleider einbüßt, und so fährt sie nun mit einer damit geschmückten Laume zu ihren Brüdern, bei denen sich diese für sie ausgibt. Sie selbst wird zum Hüten der Pferde geschickt, doch durch Gesang und einen Ring, den ihr einst ihr ältester Bruder gekauft hatte, wird sie schließlich doch noch erkannt, woraufhin die Laume mit Pech an ein Pferd geklebt und zurück ins Meer gejagt wird.

## Versionen und Hintergrund
Diese litauische Version stammt aus August Schleichers Werk Litauische Märchen, Sprichworte, Rätsel und Lieder (Weimar 1857) und wurde um 1850 in Kurschen bei Pilkallen von dem Lehrer Marold aufgezeichnet. Im Deutschen erhielt sie die Titel Von den neun Brüdern und Die Schwester mit den neun Brüdern. In einer weiteren litauischen Version mit Text und Melodien sowie letzterem Titel und einem Hündchen gibt sich die Stiefmutter des Mädchens, die eine Hexe ist, nachdem sie dieses unterwegs baden geschickt hatte, bei den Brüdern als deren Schwester aus. Diese Version wurde 1961 in Vilnius nach der Erzählerin L. Šilabritienė aufgezeichnet. Bekannt sind 37 litauische Varianten des Märchens.
Eine finnische Version erzählt von einer bösen Hexe, die mittels eines Zauberspruchs und gegenseitigem Ins-Gesicht-Spucken das Aussehen mit dem Mädchen tauscht. Diese Version, die lediglich in den östlichen Teilen Finnlands verbreitet ist, stammt aus den Sammlungen des Folklore-Archivs der Finnischen Literaturgesellschaft in Helsinki und erhielt im Deutschen den Titel Die böse Hexe und die Schwester von neun Brüdern.